# Copa Chile 1989
Copa Chile 1989, eller officiellt "Copa Chile Coca-Cola DIGEDER 1989", var 1989 års säsong av fotbollsturneringen Copa Chile. Turneringen spelades mellan den 4 mars och 9 juli 1989 och totalt 40 lag deltog. Till slut vann Colo-Colo efter att ha vunnit mot Universidad Católica i finalen. För 1989 delades de 40 lagen upp i fyra grupper om tio lag där de två främsta i varje grupp kvalificerade sig för kvartsfinaler. I gruppspelet gick oavgjorda matcher till straffsparksläggning, där vinnaren av straffsparksläggningen fick ytterligare en poäng. För första gången gavs tre poäng vid seger (vid ordinarie tid).

## Gruppspel
| Lag                   | S  | V  | O | F  | GM | IM | MS  | P  |
| --------------------- | -- | -- | - | -- | -- | -- | --- | -- |
| Cobresal6             | 18 | 9  | 8 | 1  | 37 | 18 | +19 | 41 |
| Cobreloa1             | 18 | 11 | 3 | 4  | 29 | 13 | +16 | 37 |
| Deportes Antofagasta5 | 18 | 8  | 6 | 4  | 29 | 16 | +13 | 35 |
| Deportes Iquique2     | 18 | 8  | 8 | 2  | 26 | 24 | +2  | 34 |
| Deportes La Serena1   | 18 | 7  | 6 | 5  | 16 | 16 | 0   | 28 |
| Coquimbo Unido3       | 18 | 6  | 5 | 7  | 17 | 19 | −2  | 26 |
| Deportes Arica1       | 18 | 6  | 5 | 7  | 23 | 23 | 0   | 24 |
| Regional Atacama5     | 18 | 2  | 8 | 8  | 23 | 33 | −10 | 19 |
| Deportes Ovalle4      | 18 | 2  | 7 | 9  | 10 | 26 | −16 | 17 |
| Unión La Calera2      | 18 | 1  | 4 | 13 | 12 | 44 | −32 | 9  |

| Lag                   | S  | V  | O | F  | GM | IM | MS  | P  |
| --------------------- | -- | -- | - | -- | -- | -- | --- | -- |
| Colo-Colo2            | 18 | 11 | 5 | 2  | 37 | 16 | +21 | 40 |
| Universidad Católica3 | 18 | 9  | 6 | 3  | 40 | 20 | +20 | 36 |
| Universidad de Chile4 | 18 | 8  | 6 | 4  | 22 | 21 | +1  | 34 |
| Unión Española2       | 18 | 8  | 5 | 5  | 35 | 25 | +10 | 31 |
| Magallanes2           | 18 | 8  | 4 | 6  | 23 | 19 | +4  | 30 |
| Palestino2            | 18 | 7  | 3 | 8  | 28 | 31 | −3  | 26 |
| Santiago Wanderers3   | 18 | 4  | 9 | 5  | 23 | 25 | −2  | 24 |
| Everton1              | 18 | 5  | 3 | 10 | 22 | 31 | −9  | 19 |
| San Luis1             | 18 | 5  | 3 | 10 | 24 | 44 | −20 | 19 |
| Audax Italiano4       | 18 | 1  | 4 | 13 | 10 | 33 | −23 | 11 |

| Lag                | S  | V  | O | F  | GM | IM | MS  | P  |
| ------------------ | -- | -- | - | -- | -- | -- | --- | -- |
| O'Higgins4         | 18 | 11 | 6 | 1  | 38 | 16 | +22 | 43 |
| Deportes Valdivia2 | 18 | 10 | 4 | 4  | 38 | 16 | +22 | 36 |
| Curicó Unido2      | 18 | 8  | 7 | 3  | 30 | 14 | +16 | 33 |
| Rangers1           | 18 | 9  | 3 | 6  | 24 | 17 | +7  | 31 |
| Unión San Felipe2  | 18 | 8  | 4 | 6  | 34 | 28 | +6  | 30 |
| Colchagua5         | 18 | 6  | 7 | 5  | 19 | 20 | −1  | 30 |
| Soinca Bata4       | 18 | 5  | 6 | 7  | 20 | 28 | −8  | 21 |
| Deportes Linares1  | 18 | 4  | 4 | 10 | 15 | 34 | −19 | 17 |
| General Velásquez2 | 18 | 4  | 3 | 11 | 18 | 41 | −23 | 17 |
| Cobreandino0       | 18 | 2  | 2 | 14 | 21 | 43 | −22 | 8  |

| Lag                    | S  | V  | O | F  | GM | IM | MS  | P  |
| ---------------------- | -- | -- | - | -- | -- | -- | --- | -- |
| Deportes Concepción6   | 18 | 8  | 9 | 1  | 29 | 13 | +16 | 39 |
| Deportes Osorno3       | 18 | 10 | 5 | 3  | 28 | 12 | +16 | 38 |
| Lota Schwager3         | 18 | 9  | 6 | 3  | 34 | 24 | +10 | 36 |
| Fernández Vial5        | 18 | 7  | 7 | 4  | 21 | 16 | +5  | 33 |
| Huachipato1            | 18 | 8  | 3 | 7  | 34 | 25 | +9  | 28 |
| Deportes Puerto Montt3 | 18 | 5  | 6 | 7  | 20 | 26 | −6  | 24 |
| Deportes Temuco2       | 18 | 4  | 6 | 8  | 15 | 21 | −6  | 20 |
| Naval1                 | 18 | 4  | 5 | 9  | 23 | 32 | −9  | 18 |
| Iberia4                | 18 | 3  | 5 | 10 | 11 | 29 | −18 | 18 |
| Ñublense0              | 18 | 4  | 4 | 10 | 18 | 35 | −17 | 16 |

## Källa
Den här artikeln är helt eller delvis baserad på material från spanskspråkiga Wikipedia.